# Джерело № 1 (Костилівка)
Джерело № 1 — гідрологічна пам'ятка природи місцевого значення. Об'єкт розташований на території Рахівського району Закарпатської області, с. Костилівка, ДП «Великобичківське ЛМГ», урочище «Ліщинка», Костилівське лісництво, квартал 7, виділ 49.
Площа — 0,5 га, статус отриманий у 1984 році.